# Diga di Miharu
La diga di Miharu (三春ダム?, Miharu damu) è una diga a gravità sul fiume Ōtakine, un ramo del fiume Abukuma presso la città di Miharu, nella prefettura di Fukushima, nella regione di Tōhoku, in Giappone. La diga fu completata nel 1997.
La diga di Miharu è una diga multifunzionale controllata direttamente dal Ministero del territorio, delle infrastrutture, dei trasporti e del turismo del Giappone. Essa ha la funzione di controllare le inondazioni sul tratto intermedio del fiume Abukuma e di fornire un approvvigionamento idrico sostanziale per la prefettura di Fukushima centrale, inclusa la città di Kōriyama. Fu chiamata inizialmente diga di Ōtakine, ma venne rinominata diga di Miharu su richiesta degli abitanti del luogo. Inoltre, in considerazione del panorama, il corpo della diga fu decorato come un muro di pietra, riflettendo la condizione di Miharu come città con castello. Il,bacino creato dalla diga è chiamato lago Sakura ed è diventato una meta turistica locale. C'è anchd un museo ubicato accanto alla diga (Museo della diga di Miharu).